# Petrosia microxea
Petrosia microxea är en svampdjursart som först beskrevs av Vacelet, Vasseur och Claude Lévi 1976.  Petrosia microxea ingår i släktet Petrosia och familjen Petrosiidae.
Artens utbredningsområde är Madagaskar. Inga underarter finns listade i Catalogue of Life.